# 地球帝国
地球帝国（ちきゅうていこく）は、
1. アーサー・C・クラークのSF小説 (Imperial Earth)
2. アニメ『トップをねらえ!』に登場する架空の国 (Earth Empire)

ここでは2について述べる。
地球帝国（ちきゅうていこく、Earth Empire）は、OVA『トップをねらえ!』およびその関連作品に登場する架空の国家。
帝都は東京。第一公用語に日本語を使用している。

## トップ世界の年表
- 1996年、日本国、アメリカ合衆国ハワイ州を八千億ドレン（ドル・円）で買収。日本国ハワイ県とする。
同年、ソビエト・ヨーロッパによるユートラム連合、南米連合の二大連合が完成。
- 2008年、世界各地で局地戦が勃発。米国、日本国ハワイ県真珠湾を奇襲、第二次日米戦争が勃発する。自衛隊は自衛隊員の装備として、流用可能なマシーン兵器（ロボット兵器）を導入。同兵器を戦線に投入し、戦局を有利にする。
- 2012年、日米戦争終結。ロングビーチ講和条約を締結する。
NASA宇宙ステーション「アトランタ」は日本政府に譲渡され、「シルバースター」と改名される。
- 2013年、地球帝国憲章を公布し、天皇を地球人類統合の象徴と戴く「地球帝国」が成立する。
同年、地球帝国宇宙軍が設立され、人類初の超光速宇宙戦艦「るくしおん」が進宙し、外宇宙への航海に出る。
- 2015年、るくしおん艦隊は、白鳥座宙域で謎の宇宙怪獣の襲来を受け全滅。
地球帝国宇宙軍は、人類の天敵である宇宙怪獣との戦いを決意し、マシーン兵器部隊（通称：トップ部隊）を創設する。
- 2021年、主人公「タカヤ・ノリコ」、沖縄女子宇宙高校（通称：沖女）へ入学する。

以降は作品を参照。

## 地球帝国宇宙軍
2013年に設立された、地球帝国における軍事組織（宇宙軍）。上部組織として地球防衛庁が存在する。英略称はI.E.S.F.（Imperial Earth Space Force）。銀河系中心部で作戦行動が可能なほどの戦力を有しており、宇宙怪獣との戦闘を一手に担っている。日本を始めとしてアメリカやソビエト連邦などの各国が参加しているが、タシロ提督を始めとする上層部の人間は全て日本人であり、艦艇の名称表記が自衛艦と同様のひらがな表記となっているなど日本的な面が強い。軍令部総長や艦政本部長、宇宙軍次官といった役職の人物が登場している事から、階級や組織は大日本帝国海軍のものに準じている事がうかがえるが、観測課などの独自の部署も存在している。
2048年頃には名称が「恒星宇宙軍」に変更されている。基本的な点は地球帝国宇宙軍時代と代わりはないが、日本的な面はなりを潜めつつある模様。なお、『トップをねらえ2!』に登場するバスターマシン7号は2040年代以降に建造されたと思われるが、所属は地球帝国宇宙軍太陽系直掩部隊となっている。
実動部隊として複数の艦隊を有しており、劇中にはるくしおんが旗艦を務めていた第一超光速艦隊（るくしおん艦隊）、練習船シュピーゲル号が所属していた第7亜光速艦隊、ヱクセリヲンが旗艦を務めていた第七艦隊、第1艦隊から第36艦隊までの約8,800隻で構成される銀河中心殴り込み艦隊が登場する。また、2015年のるくしおん艦隊全滅を受けて、マシーン兵器「RX-7」の運用を目的とした先行遊撃マシーン兵器部隊「TOP」、通称「トップ部隊」が組織されていたが、リーフ64会戦や火星沖会戦で消耗したため2032年8月6日に解散された。この他にも、こと座方面軍32部隊なる部隊が登場している。
東京の地球防衛庁庁舎、パロマ天文台の宇宙軍情報部、富士山麓の富士宇宙基地、箱根の山中にある箱根宇宙軍病院、ハワイ県の第一軌道ロープウェイ基地といった施設を有する他、トップ部隊の隊員の養成を目的とした附属学校として、沖縄県嘉手納市に沖縄女子宇宙高等学校を設けている。また、地球周回軌道上にも第一宇宙ステーション「シルバースター」を始めとする宇宙ステーションや、情報部の監視衛星が展開されている。
保有する兵器に関してはトップをねらえ!#兵器を、『トップをねらえ2!』時代の宇宙軍についてはトップをねらえ2!#宇宙軍を参照のこと。

## カルネアデス計画以後

### 銀河連邦
『トップをねらえ! NeXT GENERATION』では、地球帝国はシリウスに植民した人々との戦争で衰退し、2245年に帰還した銀河中心殴り込み艦隊によるクーデターで銀河連邦に取って代わられた。しかしこれもしばらくの後に混乱し、滅亡する。

### 再興・地球帝国
銀河連邦の滅亡後、地球帝国が再興され、『トップをねらえ2!』にいたるまで存続している。この時代には首都は月に置かれ（帝都・凍京）、母星である地球と同様に月も重要拠点とされている。
旧帝国時代と比べて科学力の衰退は著しく、第2世代（光子力推進）レベルにまで後退している。つまり、第3世代以降の科学技術を象徴する縮退炉は（宇宙怪獣を引き寄せるという理由で）封印されて技術的に忘れられた存在になり、また旧帝国の第2世代の技術であった対消滅機関も失われている。その代わりに新動力機関「エーテルエンジン」が開発され、人類は太陽系内部ならば自由に行動することができるようになっている。
この時代も「宇宙怪獣」との戦いは続いているが、相手は実際には無人の太陽系防衛システムであるバスター軍団であり、本当の宇宙怪獣は別に存在する。バスター軍団は旧帝国時代の産物であり縮退炉を搭載した兵器であるため、第2世代レベルの科学力しか持たない宇宙軍艦隊では太刀打ちできない。宇宙軍に代わって戦闘を行うのは、この時代に人類が備えるに至った超・能力「トップレス」を動力源とするバスターマシンである。太陽系外縁部は真の宇宙怪獣である「変動重力源」の侵入を食い止めるべく配置された宇宙怪獣すなわちバスター軍団によって包囲されているため、人類の行動範囲は太陽系内部に限定され、また外宇宙の観測も不可能になっている。バスター軍団を指揮するのは旧帝国黄金時代の最後の遺産である「バスターマシン7号」であるが、これは別の名前で登場し、しかもその力を見せるのは途中からである。
以上のように、軍事面では衰退著しい地球帝国だが、民生面ではむしろ旧帝国時代よりも発展しているといえる。
人類の生活圏は「木星」にまで拡大している（バスターマシン3号として使用され消滅した本来の木星の軌道を、宇宙戦艦の外殻を使用した宇宙都市が周っている）。民間人も手軽に宇宙へ行けるようになっており、惑星間の定期航路もある。惑星の中でも火星の開発は進んでおり、テラフォーミングの結果地球と変わらない環境が実現している。もっとも、開発途上であることは変わらず、未来的なのは都市部だけでマリネリス峡谷のような地方は20世紀的な生活環境である。
旧帝国時代には不治の病とされていた「宇宙放射線病」の治療法が確立し、早期発見によって完治させることができる。